# Tetiana Petljuk
Tetiana Petljuk, född 22 februari 1982, är en ukrainsk friidrottare som tävlar på 800 meter.
Petljuk var i final vid VM för juniorer 2000 där hon slutade på en sjätte plats. Hon deltog även vid Olympiska sommarspelen 2004 i Aten där hon slutade på tredje plats i sin semifinal, vilket dock inte räckte till en finalplats.
Vid EM i Göteborg 2006 slutade hon fyra på tiden 1.58,65. Däremot blev det en mästerskapsmedalj året efter då hon blev silvermedaljör vid inomhus-EM i Birmingham. Ytterligare en medalj blev det vid inomhus-VM 2008 i Valencia då hon åter slutade på andra plats. 
Hon deltog även vid Olympiska sommarspelen 2008 där hon blev utslagen i semifinalen.

## Personligt rekord
- 800 meter - 1.57,34